# Richard Clarke

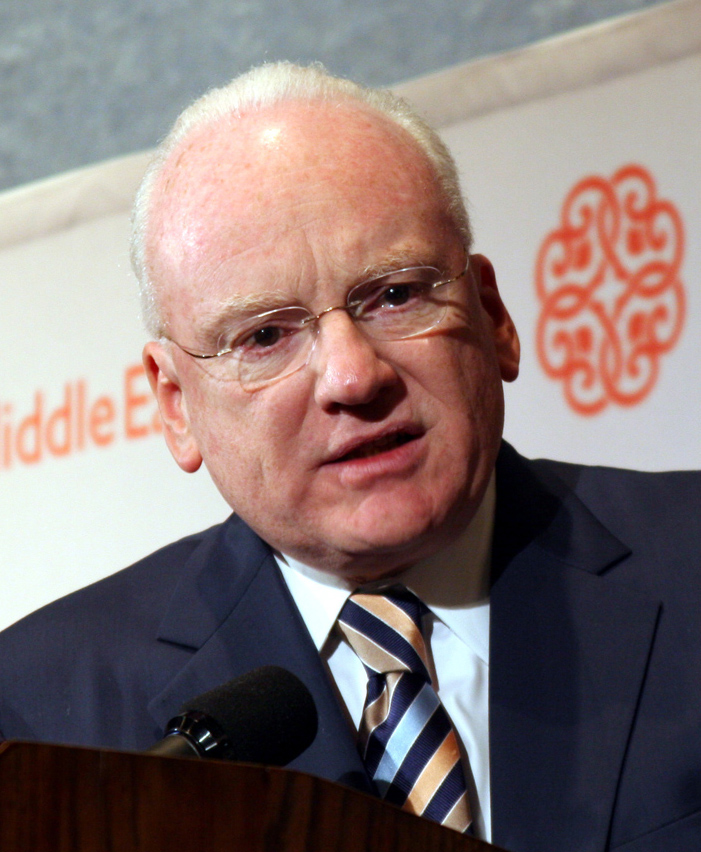
Richard Clarke (2007)

Richard Alan Clarke (* 27. Oktober 1950 in Dorchester, Massachusetts) ist ein US-amerikanischer Terror-Experte.

## Leben
Richard Clarke wurde 1950 geboren als Sohn eines Schokoladenfabrikarbeiters und einer Krankenschwester. Er studierte an der Boston Latin School (Abschluss 1968) und studierte anschließend an der University of Pennsylvania. Nach seinem Bachelor-Abschluss im Jahre 1972 arbeitete er für die Sphinx Senior Society. Er arbeitete als Analyst für das Verteidigungsministerium und machte 1978 einen Master in Wirtschaftswissenschaften am Massachusetts Institute of Technology.
Von 1985 bis 1989 war er Staatssekretär für politisch-militärische Angelegenheiten (Assistant Secretary of State for Political-Military Affairs) im Außenministerium der Vereinigten Staaten. Von 1998 bis 2000 war er unter Präsident Bill Clinton für die Terrorismusabwehr verantwortlich. Dies blieb er bis 2001 auch unter Präsident George W. Bush. Im Januar 2003 trat Clarke von seinen Ämtern zurück.
Trotz langjähriger Mitarbeit im engsten Kreis von vier US-Regierungen war er ein harter Kritiker der ehemaligen Regierung von George W. Bush. Er warnte vor der seiner Ansicht nach ungerechtfertigten US-Invasion des Irak (Irakkrieg) aufgrund nicht vorhandener, drohender Gefahr seitens Saddam Husseins. Außerdem kritisierte er einige der Maßnahmen George Bushs im Zuge des Kriegs gegen den Terrorismus.
Clarke war ein Hauptzeuge für das Versagen der US-Antiterrorprogramme vor 9/11 und die daraus gefolgerten Empfehlungen der 9/11-Kommission. Die Kommission entwickelte einen alternativen Aktionsplan von Sofortmaßnahmen, wie mit der derzeitigen Bedrohung des Terrorismus umzugehen sei. Dieser Aktionsplan wurde unter dem Titel „Gegen die Krieger des Dschihad“ veröffentlicht. Neben den Sofortmaßnahmen werden auch Analysen über aktuelle Terrororganisationen und deren Erscheinungsformen dargestellt.
„Demokratie kann nur gedeihen, wenn sie eine interne Entwicklung ist. Nicht, wenn sie mit dem Bajonett importiert wird.“ Der Irak sei heute ein großartiges Trainingsfeld für Terroristen. „Wir haben ihn dazu gemacht.“ Seit 2001 sei nach Ansicht aller Experten die Terrorgefahr gewachsen und die US-Regierung trage eine Mitschuld am islamistischen Terrorismus.
In seinem letzten Jahr im Dienst von George W. Bush arbeitete er als Sonderberater für Cybersecurity. Auch nach dem Rücktritt von seinen Ämtern bleibt Informationssicherheit und Cyberwar ein spezielles Interessengebiet von Clarke, und er veröffentlichte 2009 dazu ein gleichnamiges Buch.
2013 war er einer der vier Berater, die für Präsident Obama einen Bericht zu nachrichtendienstlichen und Kommunikationstechnologien verfassten.
In einem Interview mit dem vormaligen Washington-Korrespondenten der ARD erklärte Clarke 2014, dass der NSA Wirtschaftsspionage grundsätzlich verboten sei und nur angewandt werde, um etwa die Einhaltung von Wirtschaftssanktionen zu überprüfen.

## Clarkes Karrierestationen
- United States Department of State 1985–1992
  - Deputy Assistant Secretary of State for Intelligence, 1985–1988
  - Assistant Secretary of State for Politico-Military Affairs, 1989–1992
- United States National Security Council, 1992–2003
  - Special Advisor 2001–2003
  - National Coordinator for Security, Infrastructure Protection, and Counter-terrorism, 1998–2001
  - Vorsitzender der Counter-terrorism Security Group, 1992–2003